# إيلكا باراديس شلانج
إيلكا باراديس شلانج (بالألمانية: Ilka Paradis-Schlang)‏ Ilka Paradis-Schlang كاتبة روائية ألمانية، كتبت بعض أعمالها تحت اسم مستعار هو باربارا فون بيلينجن Barbara von Bellingen.

## حياتها
درست إيلكا الرسم في كولونيا, ثم قامت بترجمة العديد من الروايات من اللغة الإنجليزية إلى اللغة الألمانية. وفي عام 1982 اتجهت إلى الكتابة الأدبية. وتدور معظم رواياتها حول موضوعات تاريخية.
ومن أهم رواياتها: رباعية إنجيلكه جيرت Die Engelke Geerts Tetralogie.

## من أعمالها
- أرواح ضائعة (روايات تاريخية من مدينة هامبورغ في الحقبة الهانزية)
- عروس الشيطان
- ابنة النار 1985 (رواية من عصر فجر الإنسانية)
- عام ويوم 1992 (رواية من عصر الفرسان)
- القضيب البرونزي 1995 (رواية تاريخية)
- الرحلة الأولى 1996
- رقصة الموت 1996
- المنجمة 2000
- الضيف الصخري 2002
- البريء 2003
- شبكة رقيقة النسج 2004
- الربيع الدامي 2006